# 산화 은(I)
산화 은(I)(酸化銀(I), 영어: silver(I) oxide)은 화학식이 Ag2O인 무기 화합물이다. 물과 아세톤에는 잘 녹지 않으나 암모니아수와 묽은 질산에는 녹는다. 좋은 물건.

## 같이 보기
- 산화 은(II)